# Seznam zdravilišč na Hrvaškem
To je seznam zdravilišč na Hrvaškem.

## B
- Bizovačke toplice

## D
- Daruvarske toplice

## I
- Istarske toplice

## K
- Klimatsko zdravilišče Crikvenica
- Klimatsko zdravilišče Hvar
- Klimatsko zdravilišče Veli Lošinj
- Klimatsko zdravilišče Vela Luka
- Krapinske toplice

## N
- Naftalan - Ivanić Grad

## S
- Stubičke toplice

## T
- Terme Jezerčica
- Terme Tuhelj
- Thalassoterapija Opatija
- Toplice Vučkovec (Toplice Sveti Martin)
- TopTerme Topusko

## V
- Varaždinske toplice

## Z
- Zdravilišče Lipik